# كيا مكنيل
كيا مكنيل (بالإنجليزية: Kia McNeill)‏ هي لاعبة كرة قدم أمريكية، ولدت في 15 مايو 1986 في Avon, Connecticut ‏ في الولايات المتحدة. شاركت مع منتخب الولايات المتحدة تحت 20 سنة للسيدات لكرة القدم. أما مع النوادي، فقد لعبت مع بوسطن بريكرز.

## وصلات خارجية
- كيا مكنيل على موقع الاتحاد الأوربي (الإنجليزية)
- كيا مكنيل على موقع قاعدة بيانات كرة القدم.إي يو (الإنجليزية)
- كيا مكنيل على موقع Soccerway.com (الإنجليزية)
- كيا مكنيل على موقع عالم كرة القدم.نت (الإنجليزية)